# Politique étrangère de l'Arabie saoudite
La politique étrangère de l'Arabie saoudite est caractérisé par une rééquilibrage de ses relations extérieures entre l'Occident, l'Asie et Moyen-Orient depuis le début du XXIe siècle. Le royaume est membre des Nations-Unies, de la Ligue arabe, de l'Organisation de la coopération islamique, et du Conseil de coopération du Golfe, autant d'organisations internationales dans lesquelles Riyad a une grande influence diplomatique.

## Relations avec les autres pays du Moyen-Orient

### Relations avec l'Irak
L'Irak et l'Arabie saoudite sont séparés par une frontière de 814 kilomètres, les deux pays ayant précédemment fait partie de l'Empire ottoman jusqu'à son démantèlement après la Première Guerre mondiale. Tous deux membres et cofondateurs de la Ligue arabe, de l'Organisation des pays exportateurs de pétrole, et de l'Organisation de la coopération islamique.
Après la révolution irakienne de 1958, bien que n'ayant que peu d'affinités avec la monarchie pro-occidentale d'Arabie Saoudite, le gouvernement irakien cherche à trouver avec elle un modus vivendi régional et à la rassurer sur le fait qu'il n'a aucune intention de s'ingérer dans ses affaires, ni d'y exporter sa révolution. En 1961 toutefois, l'Arabie saoudite, solidaire du Koweït l'autre monarchie pro-occidentale de la région, est l'un des principaux contributeurs à la force multinationale arabe déployée dans ce pays pour empêcher l'Irak de l'annexer.

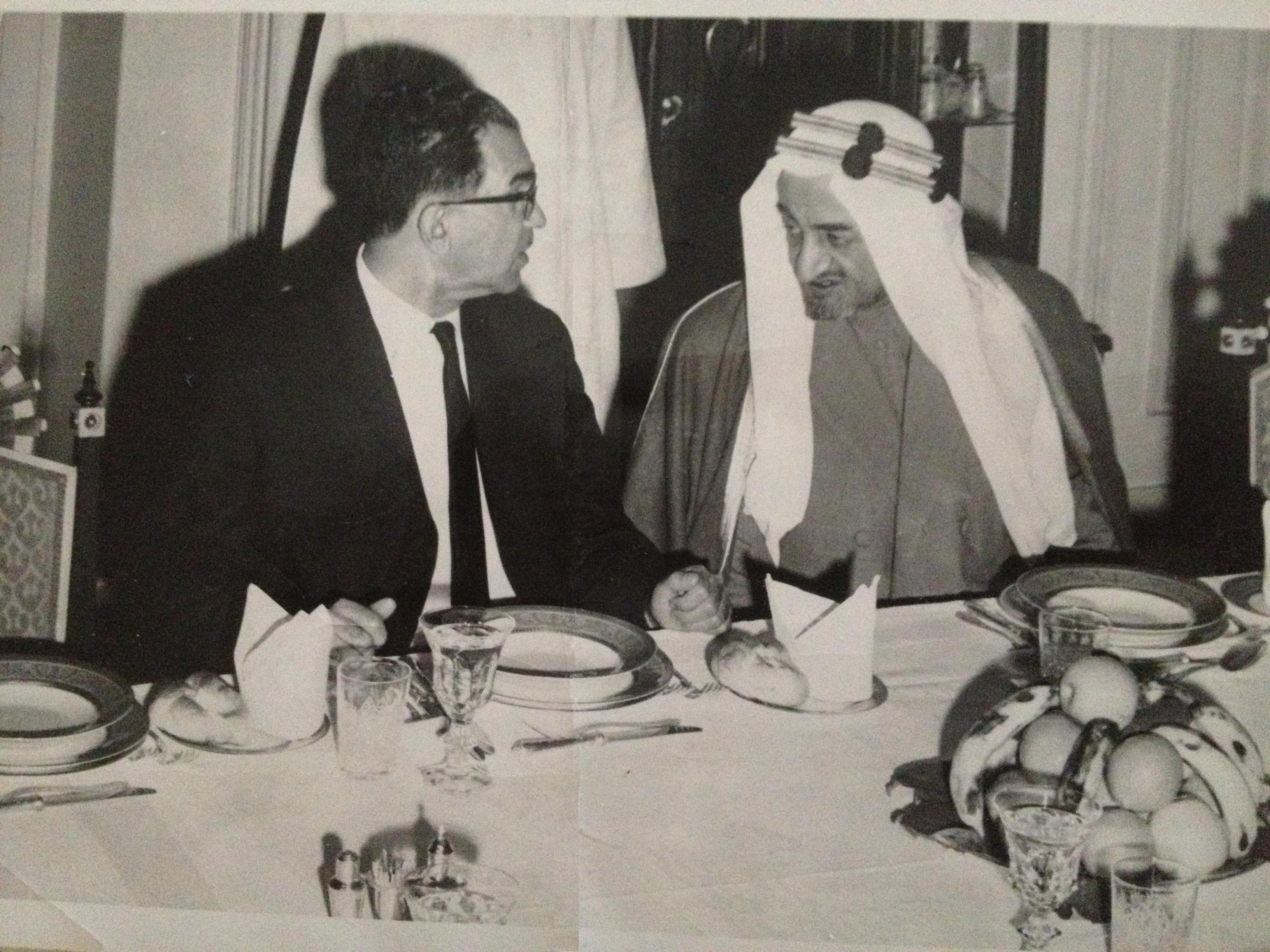
Rencontre entre le roi saoudien Fayçal ben Abdelaziz Al Saoud et le Premier ministre irakien Abd al-Rahman al-Bazzaz en 1966.

Une véritable détente entre l'Irak et l'Arabie saoudite s'instaure en 1975 après la signature d'un accord sur la délimitation des frontières, qui permet par ailleurs une détente des relations entre l'Irak et l'Iran, autre pilier de la stratégie américaine dans le Golfe. Les deux pays se rapprochent davantage à la suite de la révolution iranienne de 1979 qui déclenche une forte inquiétude en Arabie saoudite qui voit l'émergence d'une théocratie chiite dans un pays voisin. La famille royale saoudienne, souhaitant nouer contre l'Iran une alliance avec l'Irak, alors principale puissance militaire du Moyen-Orient, décide de recevoir Saddam Hussein en visite officielle durant l'été 1980, marquant la première visite d'un président irakien dans le royaume. Les deux pays s'accordent sur le fait qu'il est dans leur intérêt commun que l'Irak attaque l'Iran : cela satisferait les ambitions expansionnistes de Saddam Hussein en élargissant son accès à la mer et en lui donnant le contrôle de régions pétrolifères, et cela neutraliserait une menace importante pour l'Arabie saoudite.
Ainsi, lorsque la guerre Iran-Irak commence en septembre 1980, l'Arabie saoudite est l'un des principaux soutiens étrangers de l'Irak. En 1981, à la suite de la destruction par l'armée de l'air israélienne du réacteur nucléaire Osirak, le roi Khaled d'Arabie Saoudite déclare que Riyad financera la reconstruction de la centrale. L'Irak, de son côté, se lance dans la construction de deux importants pipelines pour acheminer 2 millions de barils de pétrole jour jusqu'aux ports saoudiens sur la mer Rouge, acceptant ainsi de lier ses intérêts les plus vitaux à sa coopération avec le royaume. Au printemps 1990, un pacte de non-agression est conclu entre Riyad et Bagdad, tandis que l'Arabie saoudite accepte d'effacer la dette de l'Irak que celle-ci avait accumulé pendant sa guerre contre l'Iran.

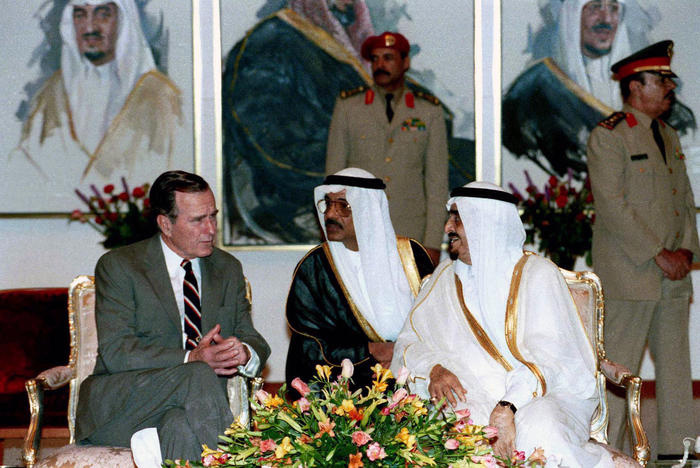
Le Roi saoudien Fahd ben Abdelaziz Al Saoud (au premier plan) au pouvoir de 1982 à 2005, reçu en 1990 par le Président américain George H. W. Bush pour évoquer la situation en Irak. Aligné sur la politique étrangère américaine, le roi Fahd soutient Saddam Hussein lors de la guerre Iran-Irak, puis participe à la coalition internationale contre l'Irak lors de la guerre du Golfe.

Ces relations se détériorent à la suite de l'invasion du Koweït par l'Irak en 1990, à la suite de laquelle Riyad rompt ses relations avec Bagdad, ferme sa frontière terrestre avec l'Irak et participe à la guerre du Golfe au sein de la coalition internationale. Une large part des forces de la coalition stationne en Arabie saoudite, et leurs positions sont bombardées à plusieurs reprises par l'armée irakienne.
Les tensions irako-saoudiennes s'accentuent après que la guerre d'Irak de 2003 qui modifient le système politique irakien ; Riyad est accusée par le gouvernement irakien désormais chiite, de soutenir les mouvements d'oppositions politiques sunnites. L’Iran, de son côté consolide son influence politique et place des milices chiites qui lui sont affiliées en Irak, éloignant davantage le pays de son autre voisin saoudien.
Ce n'est qu'en 2015 que les deux États rétablissent leurs relations diplomatiques, sous l'influence des États-Unis qui cherchent une unité arabe dans le cadre de la lutte contre l'État islamique. Après avoir été absente du pays après la chute de Saddam Hussein, ce qui crée un vide rempli par l’Iran, l’Arabie saoudite se tourne de nouveau tournée vers Bagdad, et y nomme son premier ambassadeur en janvier 2016. Mais celui-ci est rappelé quelques mois plus tard pour des propos controversés sur l'action de milices chiites Hachd al-Chaabi dans les combats contre les djihadistes de l'État islamique dans des zones sunnites. En août 2017, l'Arabie saoudite et l'Irak annoncent leur décision de rouvrir le passage frontalier d'Arar, dans le nord de l'Arabie saoudite, fermé depuis la guerre du Golfe, pour faciliter les échanges commerciaux. En avril 2018, l'Arabie saoudite annonce son intention d'offrir un stade de football à l'Irak, construit à Bagdad, d'une capacité d'accueil de 100 000 spectateurs.
En avril 2019, les relations diplomatiques reprennent officiellement entre les deux pays avec l'inauguration de deux consulats saoudiens à Bagdad et à Najaf, lieu important de pèlerinage pour la communauté chiite. La même année, le Premier ministre irakien, Adel Abdel-Mehdi se rend en Arabie saoudite et conclut treize accords politiques et économiques. L'Irak signe notamment avec le Conseil de coopération du Golfe un accord pour importer de l'électricité, afin d'alléger une pénurie qui prive les Irakiens de courant parfois jusqu'à 20 heures par jour.

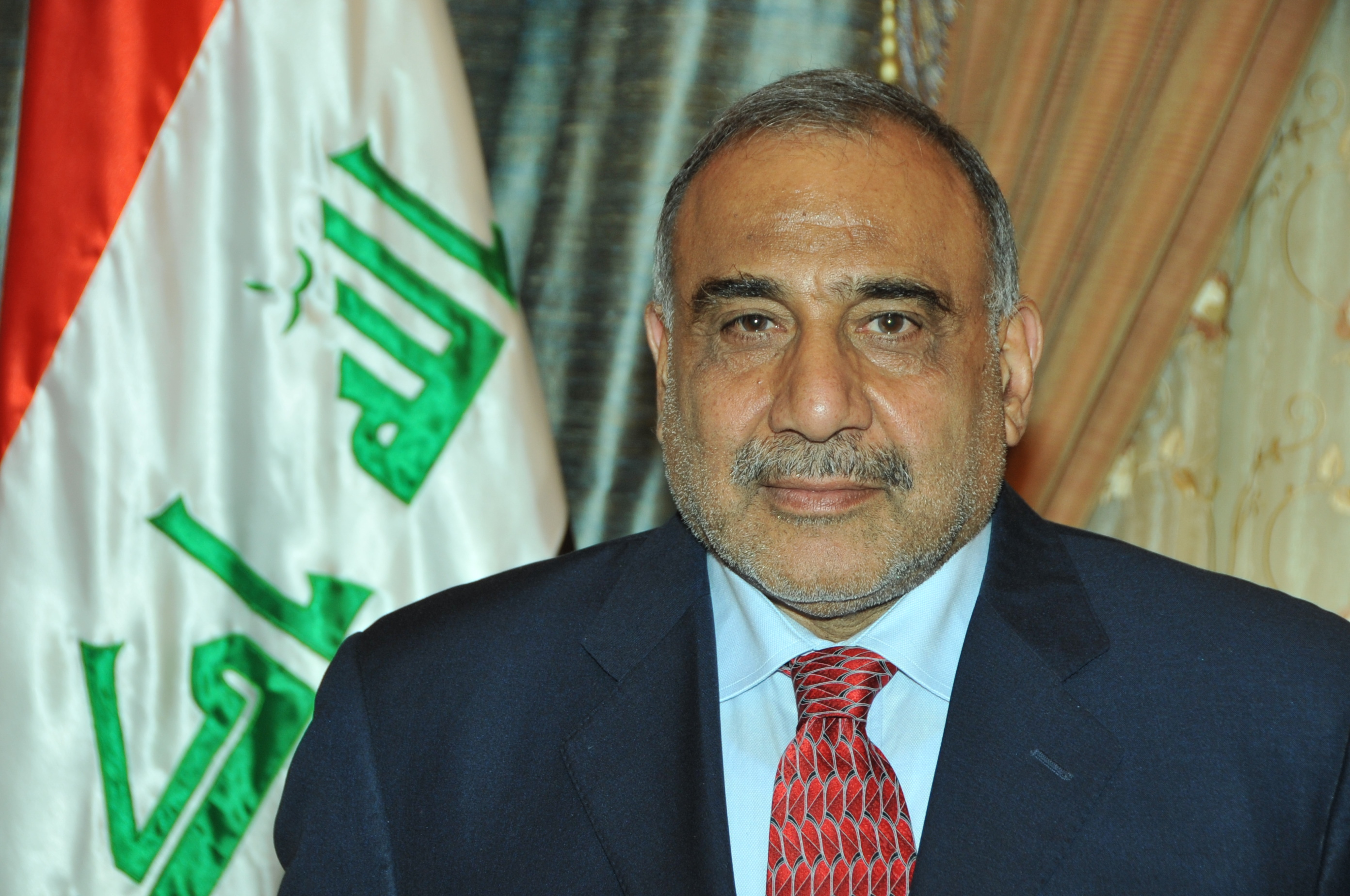
Adel Abdel-Mehdi, Premier ministre irakien de 2018 à 2020

Le 7 mai 2020, l'arrivée au poste de Premier ministre de Moustafa al-Kazimi, pro-américain, est favorablement perçu par la monarchie saoudienne, entretenant elle-même des relations bilatérales très fortes avec Washington. Le nouveau gouvernement irakien affirme, dans un discours nationaliste, vouloir replacer l'Irak dans son environnement arabe en cohérence avec sa population majoritaire. Deux semaines plus tard, le Ministre irakien des Finances et du Pétrole, Ali Allaoui se rend en Arabie saoudite. Un accord est conclu avec des entreprises saoudiennes pour investir dans les gisements de gaz d'Okaz, dans la province irakienne d'al-Anbar, tandis que Riyad annonce le retour à Bagdad d'un nouvel ambassadeur saoudien. Le vice-ministre saoudien de la Défense, le prince Khaled ben Salmane déclare sur Twitter : « Nous attendons avec impatience que l'Irak renaisse de ses cendres pour retrouver son statut en tant que l'un des piliers forts et résilients du monde arabe ».
Une rencontre entre Moustafa al-Kazimi et le prince Mohammed ben Salmane en Arabie saoudite est toutefois annulée le mois suivant, en raison de problèmes de santé de ce dernier. En novembre 2020, l'Irak et l'Arabie saoudite annoncent la réouverture officielle du poste-frontière d'Arar, fermé depuis 1990. Moustafa al-Kazimi et Mohammed ben Salmane se rencontrent finalement à Riyad en mars 2021, lors d'une visite destinée à renforcer les liens commerciaux entre les deux États, ainsi que la coopération économique et les investissements dans l'énergie et des transports. Les délégations signent cinq accords dans les domaines financier, commercial, économique, culturel et médiatique et conviennent d'établir un fonds commun avec un capital estimé à trois milliards de dollars. Elles prévoient également d'achever un projet d'interconnexion électrique, et de maintenir leur coopération pour maintenir la stabilité sur le marché mondial du pétrole, alors que l'Irak et l'Arabie saoudite sont les deux principaux producteurs d'or noir au sein de l'OPEP.
En décembre 2022, à l’occasion de la visite en Arabie saoudite du président chinois Xi Jinping, le nouveau Premier ministre irakien Mohammed Chia al-Soudani représente son pays au sommet sino-arabe organisé par Mohammad ben Salmane. Il y déclare son intention de « renforcer ses liens avec les pays arabes », tout en « équilibrant ses relations avec ses autres voisins ». Dix jours plus tard, le ministre saoudien des Affaires étrangères Fayçal ben Farhane se rend en Jordanie qui organise la deuxième « conférence de Bagdad », et assure que son pays se tenait « aux côtés de l’Irak pour préserver sa stabilité et sa souveraineté ».
En mai 2023, le fonds souverain du royaume (saoudien) (PIF) crée une unité dotée de 3 milliards de dollars pour investir dans plusieurs secteurs irakiens – les mines, les infrastructures, la finance, l’immobilier et l’agriculture – dans le cadre d’un plan de 24 milliards de dollars destiné à six pays de la région. Dans la foulée, la compagnie pétrolière Saudi Aramco entame des pourparlers avec le gouvernement irakien pour investir massivement dans le gisement de gaz d'Akkas dans la province irakienne d'Al-Anbar.

### Relations avec la Jordanie
Située au nord de la péninsule arabique, c'est avec l'Arabie Saoudite que la Jordanie partage sa plus longue frontière longeant le royaume par le sud et l'est, de 744 km. Peu d'interaction ont néanmoins lieu de part et d'autre de cette frontière qui traverse une zone essentiellement désertique, sachant que la moitié de la population jordanienne vit à Amman, et l'essentiel de la population restante réside dans des villes situées au nord de la capitale comme Irbid et Zarka. Le bassin d’eau souterraine « Al-Dissi » est à cheval entre la Jordanie et l'Arabie saoudite, mais faute d’un véritable accord, chacun y puise sans mesure, pour ses projets agricoles ou ses besoins croissants en eau potable. Au moins 400 000 Jordaniens résident et travaillent en Arabie saoudite, et sont une source importante de devises étrangère pour Amman.
Après avoir tous deux fait partie de l'Empire ottoman, l'Histoire commune de la Jordanie et de l'Arabie saoudite se poursuit après le démantèlement de celui-ci après la Première Guerre mondiale. Avant d'être chassé par Abdelaziz ibn Saoud, le chérif de La Mecque Hussein ben Ali, père des futurs rois d'Irak Fayçal Ier et de Jordanie Abdallah Ier, prend la tête de la grande révolte arabe contre les Ottomans, appuyée par les Britanniques. Ainsi, la dynastie Hachémite, au pouvoir en Irak jusqu'à la révolution de 1958, et actuellement toujours au pouvoir en Jordanie, est d'origine saoudienne, gardienne des lieux saints de l'islam depuis le Xe siècle.
Après la Première Guerre mondiale, Abdallah Ier, récupère de l'émirat de Transjordanie, concédé par Londres en 1921. Ibn Saoud prend le pouvoir en Arabie saoudite, tout en lançant une politique expansionniste sur la péninsule arabique. Au début des années 1920, ce dernier multiplie les provocations à l’encontre du voisin transjordanien, mais ces dernière sont contenues par les forces britanniques qui garde cet émirat comme un protectorat. Ces rivalités et tensions entre les deux chefs d'État durent jusqu'à leurs décès respectifs en 1951 et en 1953. Les années suivantes, les royaumes tous deux favorables au bloc occidental pendant la guerre froide mettent peu à peu leurs différents de côté, et signent un premier accord de délimitation de leur frontière en 1965. Mais les relations jordano-saoudienne se tendent de nouveau lorsque Riyad soutient les fedayin palestiniens lors de septembre noir en 1970-1971, puis lors de la guerre du Golfe en 1990-1991, lors de laquelle Hussein II affiche son soutien à Saddam Hussein, alors que son homologue saoudien Fahd ben Abdelaziz Al Saoud est un pilier de la coalition militaire internationale engagée contre l'Irak.
En 1999, Abdallah II donne priorité à l'amélioration de ses relations avec Riyad, dont il a besoin pour comme investisseur dans l'économie jordanienne, et pour garder de bonnes relations avec Washington. En 2011, dans le contexte des printemps arabes, les deux familles royales se montrent solidaires l'une de l'autre face aux risques de soulèvements de leurs populations et de contestation de leurs pouvoirs. Cette solidarité est concrétisée par leur aide commune apporté à Bahreïn pour réprimer les révoltes qui secouent le petit royaume entre février et mars 2011.
Mais si les royaumes jordanien et saoudien gardent sur le temps long des relations plutôt cordiales et de coopération, celles-ci traversent par la suite de nouvelles périodes de tension
- En juin 2017, lors de la crise du Golfe provoquée par la tentative de mise au ban du Qatar par l’Arabie saoudite, Amman refuse de participer à ce boycott, et reçoit même l'émir du Qatar Tamim ben Hamad Al-Thani en février 2020.
- En septembre 2017, le milliardaire jordanien Sabih Masri, proche conseiller du roi Abdallah II et investisseur essentiel dans l’économie jordanienne, est arrêté en Arabie saoudite, avant d'être relâché au bout de quelques semaines.
- Au printemps 2021, le demi-frère du roi Abdallah II, le prince Hamza, est arrêté et assigné à résidence, soupçonné d'avoir organisé une révolution de palais pour prendre le pouvoir. Riyad est soupçonné d'avoir appuyé cette tentative de putsch manqué en raison de la complicité présumée de Bassem Awadallah ancien ministre jordanien des Finances, devenu depuis lors proche conseiller de Mohamed Ben Salmane. Mais la famille régnante saoudienne nie toute implication, fait part de son soutien au roi Abdallah II, et affirme n'avoir aucun intérêt à le renverser.

En juin 2022, alors que la crise du Golfe a pris un an auparavant, le prince saoudien Mohamed Ben Salmane se rend à Amman lors qu'une tournée diplomatique dans plusieurs pays arabes, marquant sa première visite en Jordanie depuis cinq ans. L'année suivante, en juin 2023, le mariage entre le prince héritier de Jordanie Hussein ben Abdallah et de l’architecte saoudienne Rajwa al-Saïf est analysé comme un possible facteur de rapprochement entre les deux royaumes. Si ce mariage n'a rien « d'arrangé » ou de politique, c’est néanmoins la première fois qu’une femme saoudienne est en mesure d’accéder, par alliance, au trône Jordanie. Mais l'importance de cet événement dans les relations jordano-saoudienne est à nuancer, dans la mesure ou la famille de Rajwa al-Saïf n'a qu'un lien de parenté lointain avec la famille régnante saoudienne, et intéresse peu Mohamed Ben Salmane, qui n'a d'ailleurs pas fait le déplacement pour le mariage.

### Relations avec Oman
Oman partage avec l'Arabie saoudite une frontière de 676 kilomètres, qui n'a été définitivement tracée qu'en 1995.
Si Oman entretien des relations bilatérales fortes avec la principale puissance du Golfe, il s'oppose néanmoins à son hégémonie sur la région et affirme régulièrement son indépendance dans sa politique étrangère.
Lors de la création du Conseil de coopération du Golfe en 1981, Oman met en garde ses alliés arabes contre le risque que l’organisation devienne une coalition anti-iranienne, et propose sa médiation entre l'Iran et l'Arabie saoudite qui viennent de rompre leurs relations diplomatiques,. Le sultanat ambitionne ouvertement de faire du CCG autre chose qu'une chambre d'enregistrement des décisions saoudiennes.
Pour autant, cette affirmation du sultanat face au « grand frère » saoudien n'a jamais causé de réelles dissensions majeures entre les deux États, alors que l'Arabie saoudite accorde à Oman une aide financière substantielle.
Oman se démarque de l'Arabie saoudite par sa neutralité dans la guerre Iran-Irak dans les années 1980, son refus de prendre part à la guerre civile yéménite en 2015, et son refus d'appliquer l'embargo sur le Qatar imposé par l'Arabie saoudite en 2017. Ce refus de coopérer et cette proximité avec l'Iran crée une méfiance de l'Arabie saoudite envers le Sultanat. En 2019, l'Arabie saoudite envoie des soldats surveiller la frontière entre la région yéménite de Mahra et Oman, sans en aviser le Sultanat.
En juillet 2021, le sultan Haitham ben Tarek se rend deux jours en en Arabie saoudite (dans la ville de Neom), pour son premier voyage à l'étranger depuis qu'il est devenu le dirigeant d'Oman en janvier 2020. Cette visite est axée sur la coopération économique alors que le Sultanat cherche comme le Royaume à réduire sa dépendance au pétrole, et inclut les sujets du transports et du commerce, ainsi que l'Iran et la guerre civile yéménite.
En novembre 2021, le prince saoudien Mohammad ben Salmane se rend à Mascate dans le cadre d'une tournée chez ses voisins du Golfe, accompagné d'une importante délégation d'entrepreneurs. Des entreprises saoudiennes et omanaises signent à Mascate 13 protocoles d'accords pour une valeur de 30 milliards de dollars, avec l'ambition pour ces deux pays pétroliers de diversifier leurs économies et recouvre des projets de coopération dans l'énergie, le tourisme, et la finance.

### Relations avec la Syrie
Bien qu'hostile aux révolutions du Printemps arabe, l'Arabie saoudite commence à soutenir les rebelles en Syrie, quelques mois après le début de la guerre civile syrienne. En 2012, celle-ci rompt officiellement ses relations avec Damas, à l'instar de la plupart des pays arabes et occidentaux, pour protester contre la répression du régime de la révolution syrienne ayant mené le pays à la guerre civile.
Le royaume tient notamment à contenir l'influence de l'Iran, son principal rival dans la région. Il s'appuie sur les conservateurs, les officiers déserteurs, les tribus et les libéraux,, et soutient des groupes salafistes, notamment Jaych al-Islam, ainsi que l'Armée syrienne libre et des groupes modérés, en revanche, il s'oppose aux Frères musulmans,,. Cependant, des milliers de Saoudiens partent combattre en Syrie et des groupes djihadistes comme l'État islamique ou le Front al-Nosra bénéficient de soutiens financiers venus d'acteurs privés, d'associations, ou d'hommes d'affaires, parfois liés à certains membres de la famille royale, qui profitent d'un certain laisser-faire de l'État,.
L'Arabie saoudite finit par s'inquiéter de la montée en puissance des salafistes djihadistes, qui contestent la légitimité de la dynastie saoudienne, et redoute qu'ils ne puissent bénéficier d'une certaine attractivité aux yeux d'une partie de la population saoudienne, ce qui pourrait déstabiliser le royaume,. En mars 2013 les départs de combattants pour la Syrie sont rendus illégaux par le ministère de l'Intérieur dirigé par le prince Mohammed ben Nayef Al Saoud. En février 2014, le Royaume saoudien classe le Front al-Nosra et l'État islamique comme organisations terroristes et interdit tout soutien ou financement à ces groupes,. En septembre 2014, Riyad rejoint la coalition internationale contre l'EI.
Les années suivantes, bien que les deux États n'aient officiellement aucune relations diplomatiques, ceux-ci coopèrent en matière et sécurité et de renseignements. Les chefs des renseignements syriens et saoudien Ali Mamlouk et Khaled al-Humaïdan se rencontrent notamment en Arabie saoudite en 2015 et 2018. Début mai 2021 Khaled al-Humaïdan se rend à Damas et rencontre le président syrien Bachar el-Assad. La réouverture d'une ambassade saoudienne en Syrie est évoquée lors de cette rencontre, mais conditionnée par Ryiad à ce que Damas prenne ses distances avec l'Iran, son principal ennemi dans la région. En contrepartie d'un regain d'influence politique au Levant, l’Arabie saoudite propose de contribuer à financer la reconstruction de la Syrie estimée à plusieurs centaines de milliards de dollars, que ni les Russes ni les Iraniens n’ont les moyens de payer Mais la loi « Cesar » votée par les États-Unis menacent de sanctions toute personne qui ferait des affaires avec le régime syrien. Les jours suivants, un diplomate arabe minimise toutefois la portée de cette rencontre, insistant sur le fait qu’il ne s’agit que d’une rencontre entre responsables du renseignement.
Le 8 juin 2021, la chaîne qatari Al Jazeera révèle que Riyad serait sur le point de conclure un accord de normalisation avec le régime syrien. Après avoir été l’un des plus fervents partisans d’une chute du régime syrien, notamment en raison des liens privilégiés de ce dernier avec l’Iran, Riyad apparaît soucieux de rétablir des relations diplomatiques sereines avec Damas. Deux ans plus tard, en mars 2023, des médias saoudiens énoncent la réouverture imminente des ambassades saoudienne et syrienne à Damas et Riyad après plus d’une décennie de rupture diplomatique. Cette annonce survient deux semaines après la normalisation des relations entre l'Arabie saoudite et l'Iran, l'un des principaux soutiens extérieurs du régime de Damas. Le mois suivant, des sources au ministère saoudien des Affaires étrangères annoncent l'intention du Chef de la diplomatie saoudienne, le prince Fayçal ben Farhane, de se rendre à Damas pour remettre à Bachar el-Assad une invitation à participer au Sommet de la Ligue arabe (dont la participation de la Syrie a été suspendue), prévu le 19 mai.
En mai 2023, l'Arabie saoudite annonce le retour de sa représentation diplomatique en Syrie.

### Relations avec le Liban
Le Premier ministre libanais de 1992 à 2000 Rafiq Hariri est d'origine saoudienne, ainsi que son fils Saad Hariri, Premier ministre de 2016 à 2020.
En janvier 2017, le président libanais Michel Aoun se rend à Ryad ou il rencontre le prince saoudien Mohammed Ben Salmane, qui annonce dans la foulée l'octroi d'un financement de 3 milliards de dollars pour équiper l'armée libanaise.
En novembre 2017, une grave crise diplomatique oppose les deux États pendant environ deux semaines, après que Saad Hariri ait été retenu en Arabie saoudite et contraint à la démission par Mohammed Ben Salmane, qui lui reprochait une gouvernance contraire aux intérêts saoudiens. Finalement, une intervention de la France permet à Saad Hariri de quitter le pays, et celui-ci revient sur sa démission après son retour au Liban.

### Relations avec Israël
À la différence d'autres pays dans la région, l'Arabie saoudite n'a pas participé aux conflits armés entre les pays arabes et Israël. Mais l’Arabie saoudite a toujours été une fervente partisane de la cause palestinienne, et c'est à son initiative que le prix du pétrole exporté vers les États-Unis a fortement augmenté en 1973 pour sanctionner ces derniers de leur soutien à Israël pendant la guerre du Kippour.
Depuis la révolution iranienne de 1979, l'Arabie saoudite et Israël ont l'Iran comme ennemi commun tout en partageant une alliance forte avec les États-Unis. De cette position commune, découle des relations cordiales entre les deux États et une coopération économique et miliaire, bien qu'ils n'aient aucune relation diplomatique officielle. En 1981, le prince héritier Fahd, devenu roi en 1982, propose lors du sommet de la Ligue arabe à Fès un plan abordant les éléments de discussion habituels entre Arabes, mais laissant également entrevoir une reconnaissance de facto d’Israël.
En février 2002, l'Arabie saoudite propose une normalisation de ses relations diplomatiques avec Israël, en cas de retrait d'Israël de tous les territoires occupés. Le plan saoudien, l'Initiative de paix arabe, est adopté le mois suivant par le sommet de la Ligue arabe 2002. Les années suivantes, la recherche par l'Arabie saoudite d'investissements étrangers pour diversifier son économie trop dépendante du pétrole, pousse le royaume à coopérer davantage avec l'État hébreu.
En avril 2018, le prince saoudien Mohammed Ben Salmane reconnait le droit des Israéliens d'avoir un territoire, tranchant avec la position habituelle de l'Arabie saoudite qui ne reconnait pas Israël. Il déclare en outre partager beaucoup d'intérêts avec l'État hébreu, économiques et sécuritaires, et n'avoir aucun problème avec les Juifs. L’émergence du nationalisme saoudien sous MBS affecte également l’approche de l’Arabie saoudite vis-à-vis de la Palestine : les jeunes décideurs saoudiens sont moins liés émotionnellement à la cause palestinienne, et plus pragmatiques à l’égard d’un rapprochement avec Israël. Ce changement se produit dans le contexte du renforcement des liens personnels entre le dirigeant saoudien et son homologue américain Donald Trump, dont la politique étrangères est à la fois très favorable au royaume saoudien et à l'État hébreu.
En décembre 2019, l'Arabie saoudite engage dans des pourparlers avec Israël en coulisses pour inclure des représentants saoudiens dans la gestion de la mosquée al-Aqsa à Jérusalem-Est, actuellement sous l’administration du Waqf dirigé par la Jordanie. En août 2020, à la suite de l'établissement des relations diplomatiques entre Israël et les Émirats arabes unis, l'Arabie saoudite accepte le survol de son territoire pour permettre d'établir une liaison aérienne entre l'aéroport Ben Gourion à Tel-Aviv et Abou Dhabi,. Mais l'Arabie saoudite réitère en même temps son refus de normaliser ses relations avec Israël sans paix avec les Palestiniens.
Mais en dépit d'une affinité assumée entre le gouvernement israélien et le prince saoudien, la marge de manœuvre de ce dernier est faible. Son opinion publique est farouchement hostile à Israël, et la proéminence de l’Arabie saoudite dans le monde musulman en tant que gardienne des deux lieux saints pourrait être minée si elle normalise ses liens avec Israël. Néanmoins, il est communément admis que le royaume de Bahreïn, sous protection saoudienne, n'aurait pas pu normaliser ses relations avec l'État hébreu sans le feu vert de son puissant voisin. Laisser Bahreïn prendre une telle décision peut être considéré comme un rapprochement, voire une reconnaissance tacite d'Israël par l'Arabie saoudite.
Le 22 novembre 2020, le prince Faisal bin Farhan Al Saud, ministre saoudien des Affaires étrangères, déclare que son pays souhaite depuis longtemps une normalisation avec Israël, la preuve étant l’initiative de paix saoudienne de 2002. Mais il rappelle qu'une condition sine qua non est un accord de paix permanent et complet entre les Palestiniens et les Israéliens incluant la création d'un État palestinien à l'intérieur des frontières de 1967.
Le lendemain, la presse israélienne révèle une visite secrète de Benyamin Netanyahou, dans la ville nouvelle saoudienne de Neom, au nord-ouest du Royaume, où il rencontre le prince saoudien Mohammed Ben Salmane et le secrétaire d'État américain Mike Pompeo, qui déclare « Nombreux » sont ceux en Arabie saoudite à souhaiter une normalisation avec Israël ». Si cette affirmation est à prendre avec prudence, certains analystes considèrent qu'une normalisation de ses relations avec Israël permettrait à Riyad de s'attirer la sympathie et les faveurs de l’administration de Joe Biden, considéré comme moins favorable au royaume que son prédécesseur Donald Trump.

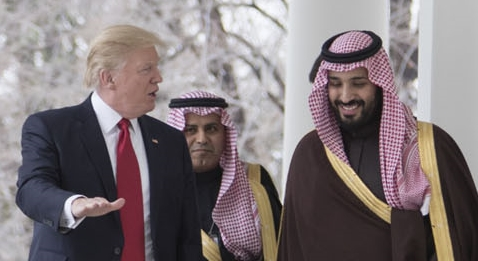
Le prince saoudien Mohammed Ben Salmane en compagnie du président américain Donald Trump

En effet, le recalibrage de l’administration Biden des relations entre Washington et Riyad, donne moins de raisons à l’Arabie saoudite d’avancer vers une normalisation avec Israël, sachant qu’une part considérable de sa motivation consiste à renforcer ses relations avec les États-Unis Mais dans le même temps, Riyad, anticipant le retrait de son allié américain de Proche Orient, reprend le dialogue avec son ennemi iranien. Dans ce contexte, la raison principale d’une normalisation avec Israël étant de consolider un front anti-iranien, semble moins urgente si un rapprochement avec Téhéran se concrétise.
Cela n'empêche pas les relations entre Riyad et Tel-Aviv de se développer à des niveaux informels ; le royaume était sur la liste des États ayant utilisé le logiciel espion Pegasus, vendu par la société israélienne NSO Group, preuve qu’il coopère avec Israël dans la sécurité et le renseignement. Des liens économiques existent également aussi entre les deux pays, comme à travers la société de capital-risque japonaise Softbank : des fonds souverains saoudien et émirati y ont placé de l’argent, et la société investit à travers un fonds distinct dans des entreprises de haute technologie en Israël, qui intéressent Riyad. En outre, les accords d’Abraham offrent indirectement la possibilité à Israël et l’Arabie saoudite d’avoir des contacts économiques via les Émirats arabes unis.
En mars 2022, Mohammad ben Salmane déclare dans un entretien à l'hebdomadaire américain The Atlantic : « Nous ne considérons pas Israël comme un ennemi, mais comme un allié potentiel, avec de nombreux intérêts que nous pouvons avoir en commun. Mais nous devons résoudre certains problèmes avant d'en arriver là. Nous espérons que le conflit entre Israéliens et Palestiniens soit résolu. ».
En juin 2022, le Wall Street Journal révèle des discussions secrètes seraient entre Riyad et Tel-Aviv sous l’égide des Washington pour sceller des accords qui prévoiraient notamment l’autorisation pour les avions commerciaux israéliens d’utiliser l’espace aérien saoudien, en échange de la restitution à Riyad de deux îles inhabitées stratégiques de la mer Rouge : Tiran et Sanafir. Ces dernières, cédées au Caire en 1950 et démilitarisées depuis l’accord de paix entre Israël et l’Égypte en 1979, ces terres sont occupées par une force multinationale menée par Washington pour garantir le droit de navigation dans la zone. Cette présence étrangère, que refuse le royaume, constituait un point d’achoppement dans la restitution des îlots à Riyad, qui doit être approuvée par Israël, tandis que le Parlement égyptien l’avait validée dès 2017.

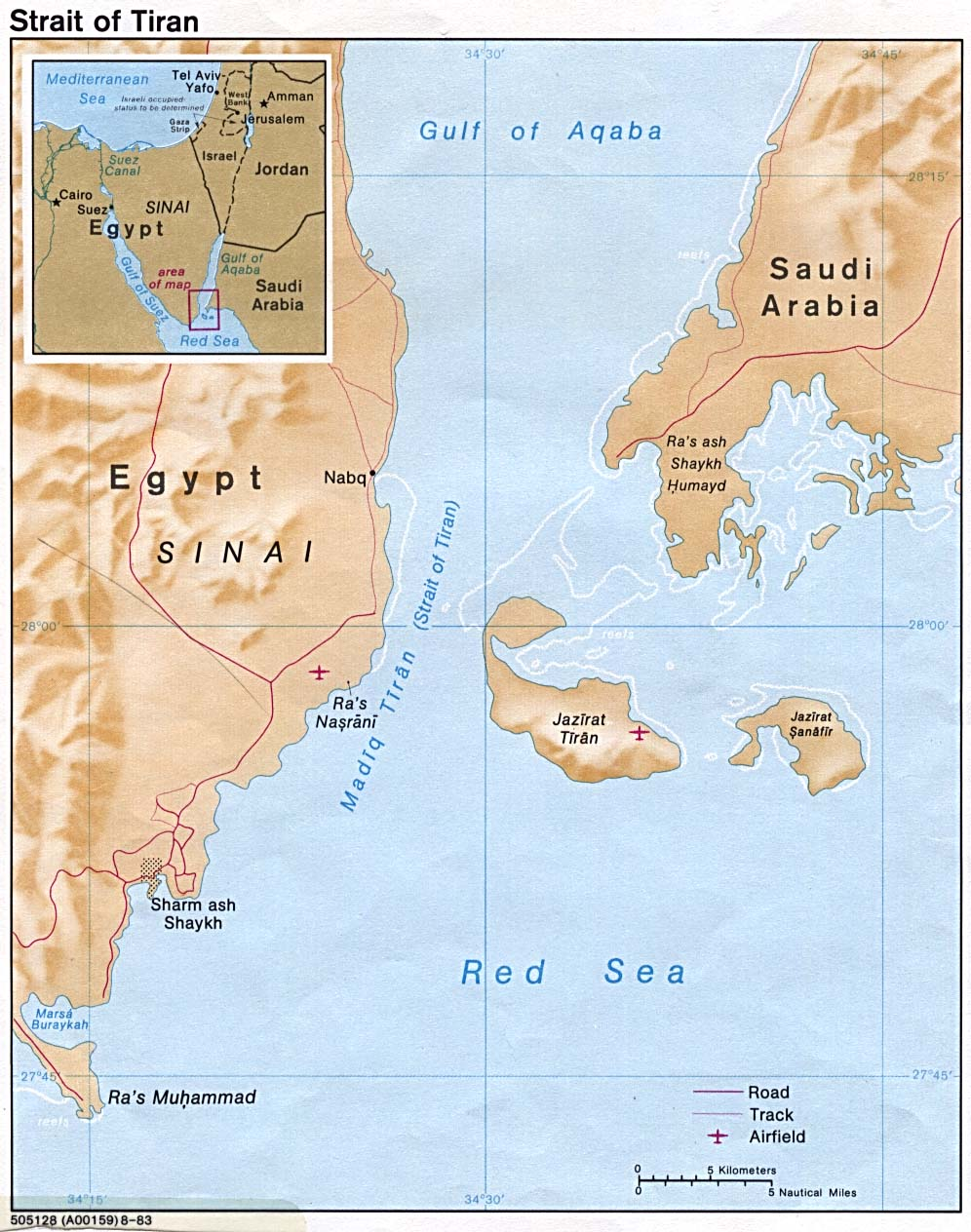
Carte des îles de Tiran et Sanafir.

Si Joe Biden a intérêt à jouer les médiateurs pour rassurer son allié israélien alors que les négociations sur le nucléaire iranien patinent, il espère aussi se rapprocher de Mohammed Ben Salmane qui peut jouer un rôle pour endiguer la flambée des prix des hydrocarbures résultant de la guerre d’Ukraine. En outre, le Président américain espère profiter d'une telle victoire diplomatique à l'instar de son prédécesseur Donald Trump qui avait convaincu les Émirats arabes unis, Bahreïn le Soudan et le Maroc de normaliser leurs relations avec l'État hébreu. Si une normalisation israélo-saoudienne avait lieu, Israël sera reconnu par le plus important pays islamique du monde, ce qui lui confère un pouvoir normatif que seul le royaume wahhabite peut lui accorder.
Mohammed Ben Salmane, conscient de ce moyen de pression sur l'administration américaine, aurait refusé de signer les accords d’Abraham en 2020 pour garder une marge de manœuvre à la suite de l’élection de Joe Biden qui lui serait potentiellement moins favorable que Donald Trump. Une normalisation des relations israélo-saoudiennes serait un succès immense pour ce dernier, que Mohammed Ben Salmane ne veut pas lui offrir sans contrepartie. Si son frère et ministre saoudien adjoint de la Défense Khaled ben Salmane aurait affirmé lors de sa visite à Washington que les jeunes Saoudiens seraient plutôt favorables à l’établissement de relations diplomatiques avec Israël, il semble que le rapprochement se fera plutôt de manière incrémentale.
Des discussions seraient par ailleurs en cours pour ouvrir des vols charters directs entre l’État hébreu et le royaume wahhabite pour permettre aux fidèles d’effectuer le pèlerinage à La Mecque, soit environ 6000 Palestiniens chaque année, devant pour cela passer par Amman, la capitale jordanienne.
En janvier 2023, le Chef de la Diplomatie saoudienne Fayçal ben Farhane réaffirme que Riyad ne normalisera pas ses relations avec Tel-Aviv tant que les Palestiniens n'auront pas un État indépendant.
En juillet 2023, Benjamin Netanyahu annonce un projet ferroviaire dont les lignes pourraient relier Israël à l'Arabie saoudite, tandis que des compagnies énergétiques des deux pays annoncent un partenariat. Parallèlement, des rumeurs annoncent une possible normalisation, dans un futur proche, des relations diplomatiques israélo-saoudiennes sous l'égide des États-Unis ; ces derniers fourniraient en échange à l'Arabie saoudite une assistance pour développer son programme nucléaire civil. Ces rumeurs sont confortées en septembre 2023 par l'accueil aimable par le ministre du Tourisme saoudien d'une délégation israélienne à la Conférence de l’Organisation mondiale du Tourisme des Nations unies qui a lieu à Riyad en Arabie saoudite.
Le mois suivant, néanmoins, l'Arabie saoudite annonce la suspension des négociations de normalisation avec Israël en raison de la reprise des bombardements israéliens sur la bande de Gaza en réponse à l'attaque du Hamas du 7 octobre, qui fait 1300 morts en Israël. Menant une campagne de destruction très intense à Gaza, il semble qu’Israël, tout en soulignant l’importance d’être reconnu par l’Arabie saoudite, ne soit pas prêt à concéder quoi que ce soit en échange.

## Relations avec l'Afrique

### Relations avec l'Égypte

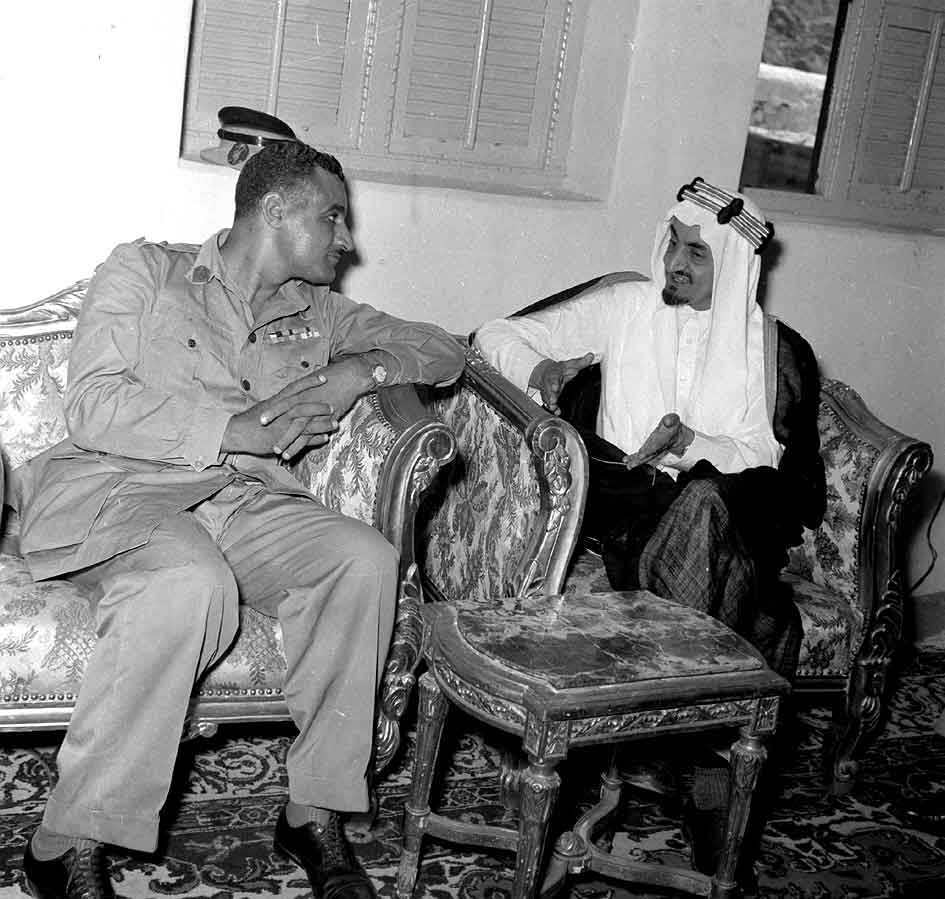
Rencontre entre Nasser et le roi saoudien Abdelaziz ibn Saoud en 1951

Pendant la guerre froide, l'Égypte proche de l'Union soviétique et l'Arabie saoudite proche des États-Unis entretiennent des relations caractérisées par une rivalité chronique et des tensions récurrentes. En 1945, lors du pacte de Quincy, accord majeur énergétique et sécuritaire entre les États-Unis et l'Arabie saoudite, Ibn Saoud demande au président américain Franklin Roosevelt une protection militaire contre ses rivaux, l’Égypte, la Jordanie ou encore l’Iran, en échange d’un accès privilégié au pétrole saoudien.
Entre 1962 et 1967, les deux États se livrent à une guerre par procuration au Yémen du Nord,. Mais la fin de la guerre civile du Yémen du Nord en 1970, suivie six ans plus tard par le rapprochement entre l'Égypte et les États-Unis à l'initiative du président Saddate, rend caduque ces divergences. L'Arabie saoudite va même jusqu'à octroyer une aide financière importante à l'armée égyptienne, bénéficiant économiquement du choc pétrolier de 1973. Après la révolution iranienne en 1979, ces deux pays deviennent des alliés objectifs contre l'Iran et en 1990, tous deux participent à la coalition internationale menée par les États-Unis contre l'Irak de Saddam Hussein lors de la guerre du Golfe.
Après le renversement de Mohamed Morsi lors du coup d'État du 3 juillet 2013, l'Arabie Saoudite devient l'un des principaux soutiens de l'Égypte, offrant au Caire plusieurs milliards de dollars en aides.

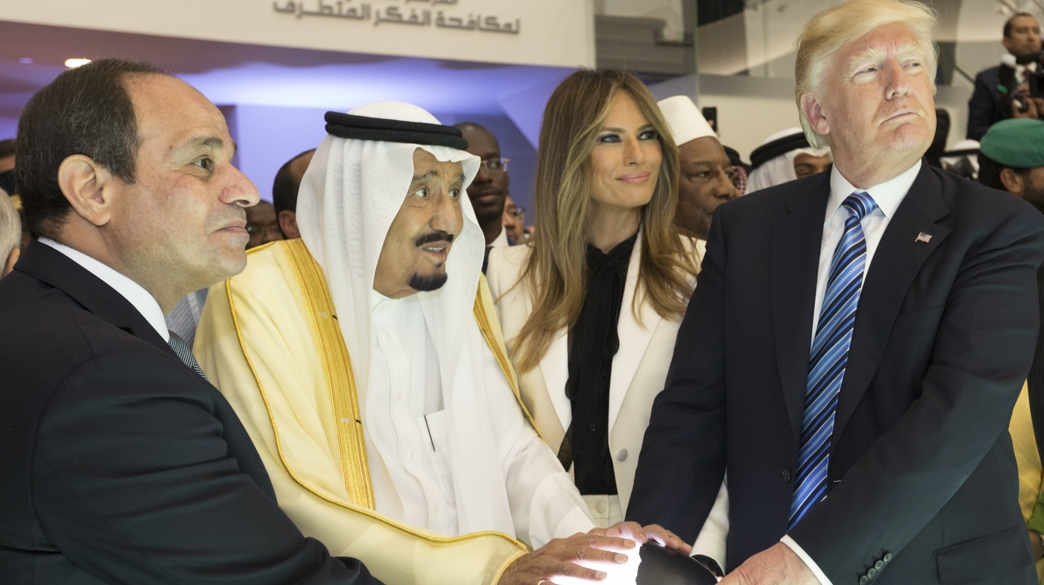
Le président américain Donald Trump, le roi Salmane d'Arabie saoudite et le président égyptien Abdel Fattah al-Sissi en mai 2017.

En 2015, l'Égypte se joint à la coalition militaire mené par l'Arabie saoudite, en soutien au président yéménite Abdrabbo Mansour Hadi, en exil à la suite de son renversement par les rebelles houthis.
En avril 2016, l'Arabie saoudite passe un accord avec l'Égypte pour la fourniture, sur cinq ans, de 700 000 tonnes de produits pétroliers par mois.
En juin 2017, le gouvernement égyptien ratifie la rétrocession des îles de Tiran et Sanafir situées en mer rouge, à l'Arabie saoudite, mais cette décision est invalidée par la justice égyptienne. Les autorités justifient cette rétrocession en expliquant que les deux îles, situées près de la pointe sud de la péninsule du Sinaï, appartenaient à l'Arabie saoudite mais que Riyad avait demandé en 1950 au Caire d'en assurer la protection. Le transfert de ces îles a finalement été autorisé par le Parlement égyptien, puis validé par la Cour suprême en mars 2018. Toutefois, en décembre 2022, le site d'information américain Axios révèle que le président égyptien Abdel Fattah al-Sissi conditionne cette rétrocession à une aide militaire américaine (Washington étant médiateur dans ce dossier), suspendue en raison d’inquiétudes liées à la situation des droits de l'homme en Égypte.

### Relations avec le Soudan
Les relations entre le Soudan et l'Arabie Saoudite tous membres de la Ligue arabe, et de l'Organisation de la coopération islamique sont caractérisées par une forte dépendance économique et financière de Khartoum à l'égard de Riyad qui est l'un de ses principaux bailleurs de fonds.

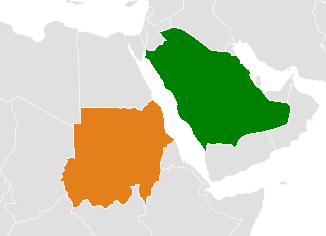
Localisation du Soudan (en orange) et de l'Arabie saoudite (en vert) séparés par ma Mer Rouge.

En 1990, l'Arabie saoudite décide de supprimer son aide financière accordée au Soudan, pour punir le régime d'Omar el-Béchir de son soutien à Saddam Hussein après son invasion du Koweït. Mais en 2011, Omar el-Béchir décide de se rapprocher de nouveau de Riyad après la sécession du Soudan du Sud, qui coupe Khartoum de ses principales réserves pétrolières, avec pour objectif étant de profiter des pétrodollars, et de contourner ainsi les sanctions internationales contre le pays.
Dans ce contexte, en 2015, le Soudan appuie la coalition dirigée par l'Arabie Saoudite contre les rebelles houthis lors de son intervention dans la guerre civile yéménite. 15 000 combattants soudanais – non pas des militaires, mais des miliciens pro-gouvernementaux de la Forces de soutien rapide engagés au Darfour – sont envoyés au Yémen par le gouvernement d'Omar el-Béchir pour alimenter les rangs de la coalition pro-saoudienne. Mais ces forces, engagées uniquement sur le front nord, n’ont guère eu de succès contre les houthis et subissent de lourdes pertes, tandis que Khartoum reçoit de Riyad une somme nettement inférieure aux cinq milliards de dollars promis. Parallèlement, Riyad achète massivement des terres agricoles soudanaises, dans un programme confié à un proche du milliardaire anglo-soudanais Mo Ibrahim.
Le régime de Omar el-Béchir adhère de plus en plus au « programme diplomatique » américano-saoudien dans le monde musulman, visant avant tout à faire front contre l'Iran, avec qui le Soudan rompt ses relations diplomatiques en 2016 dans la foulée de la rupture irano-saoudienne. Mais celui-ci refuse de participer au blocus imposé par l'Arabie saoudite au Qatar lors de la crise du Golfe en juin 2017, provoquant une forte baisse des aides financières saoudiennes, et plongeant le Soudan dans une crise économique qui aboutit à la révolution en décembre 2018.
Après son renversement, Omar el-Béchir est jugé pour corruption, après qu'une enquête ait révélé qu'il ait perçu 90 millions de dollars en espèces de l'Arabie saoudite pendant ses trois décennies passées au pouvoir. Les manifestants rejettent toute offre d'aide financière des pays du Golfe, après que les Saoudiens et les Émiratis aient promis aux militaires qui ont pris le pouvoir en 2019 une aide économique de trois milliards de dollars.
Le 11 avril 2019, l’armée soudanaise, par la voix du lieutenant général Mohamed Hamdan Dogolo, annonce sa décision de maintenir sa participation à la coalition emmenée par l’Arabie saoudite au Yémen. Cette déclaration est néanmoins nuancée en décembre par le nouveau premier ministre soudanais Abdallah Hamdok, qui annonce une forte réduction du nombre de soldats soudanais au Yémen tout en affirmant que la solution au conflit yéménite est « politique ». Le mois suivant, le général Burhane, à la tête du Conseil militaire de transition est invité aux sommets extraordinaires de la Ligue arabe et de l’Organisation de la coopération islamique à La Mecque, en Arabie saoudite.
En décembre 2019, pas moins de 10 000 soldats soudanais sont néanmoins rapatriés des pays du Golfe vers le Soudan. Mais l’Arabie saoudite, toujours enlisée au Yémen, n’a pas pour autant abandonné le recrutement de « chair à canon » soudanaise, et continue de prospecter et de recruter dans les banlieues pauvres de Khartoum et dans les provinces rurales du Soudan.
En avril 2023, dans le contexte de la tentative de coup d'État militaire menée par les Forces de soutien rapide, l'Arabie saoudite annonce l'évacuation de 91 Saoudiens ainsi qu'une soixantaine de ressortissants de 12 autres pays. Des négociations entre délégations soudanaises sont organisées sous médiations internationale dans la ville saoudienne de Djeddah sur les bords de la mer Rouge. Mais ces échanges patinent car dans cette démarche, chacun des belligérants cherche davantage à s’attirer les bonnes grâces des Saoudiens et des Américains pour prendre l'avantage sur son adversaire, plutôt qu’arriver à un accord de paix.

### Relations avec le Tchad
En mai 2007, le roi Abdallah d’Arabie saoudite organise près de Ryad un sommet tripartite avec les présidents soudanais et tchadien, qui concluent un accord de réconciliation devant mettre fin à une crise entre leurs pays. Néanmoins, les hostilités entre les deux États se poursuivent jusqu'en 2010.
En 2017, l'Arabie saoudite annonce une aide de 100 millions de dollars à la force G5 Sahel dont fait partie le Tchad.